# Wilson Escalante
Wilson Joel Escalante Paniagua (Santa Cruz de la Sierra, 6 maggio 1977) è un allenatore di calcio ed ex calciatore boliviano, di ruolo difensore, tecnico del Torre Fuerte.

## Caratteristiche tecniche
Giocava come difensore laterale destro, ma fu impiegato anche sulla fascia sinistra.

## Carriera

### Club
Escalante esordì in massima serie boliviana a vent'anni, nel corso della stagione 1997; la sua prima squadra fu l'Oriente Petrolero, della sua natia Santa Cruz. Divenne parte integrante della difesa titolare, partecipando al secondo posto nel campionato 2000 e alla vittoria del titolo nel 2001. Nel 2002 Escalante giunse, insieme all'Oriente Petrolero, nuovamente al secondo posto: ciò gli diede l'occasione di giocare in Coppa Libertadores, scendendo in campo nelle edizioni 2003 e 2005. Nel 2006 passò al La Paz Fútbol Club, sodalizio della capitale boliviana; tornato all'Oriente nel 2007, giocò tre gare in quella stagione, ma al Wilstermann di Cochabamba, ove si era trasferito dopo non aver trovato spazio nell'Oriente. Nel 2008 disputò le sue ultime due partite con il Guabirá di Montero.

### Nazionale
Nel 2001 venne incluso nella lista per la Copa América. In tale competizione, però, non fu mai impiegato. Debuttò in Nazionale maggiore il 13 febbraio 2002, in occasione dell'incontro amichevole di Ciudad del Este con il Paraguay.

## Palmarès

### Club

#### Competizioni nazionali
- Campionato boliviano: 1

Oriente Petrolero: 2001